# Lunddocka
Lunddocka (Glaucidium palmatum) är en ranunkelväxtart som beskrevs av Sieb. och Zucc.. Lunddockan hör som ensam art till släktet Glaucidium och familjen ranunkelväxter. Inga underarter finns listade i Catalogue of Life. Andra (tidigare namn som figurerat på svenska är lönnvallmo (1986) och bägarlönn (1994, 1998).

## Bildgalleri

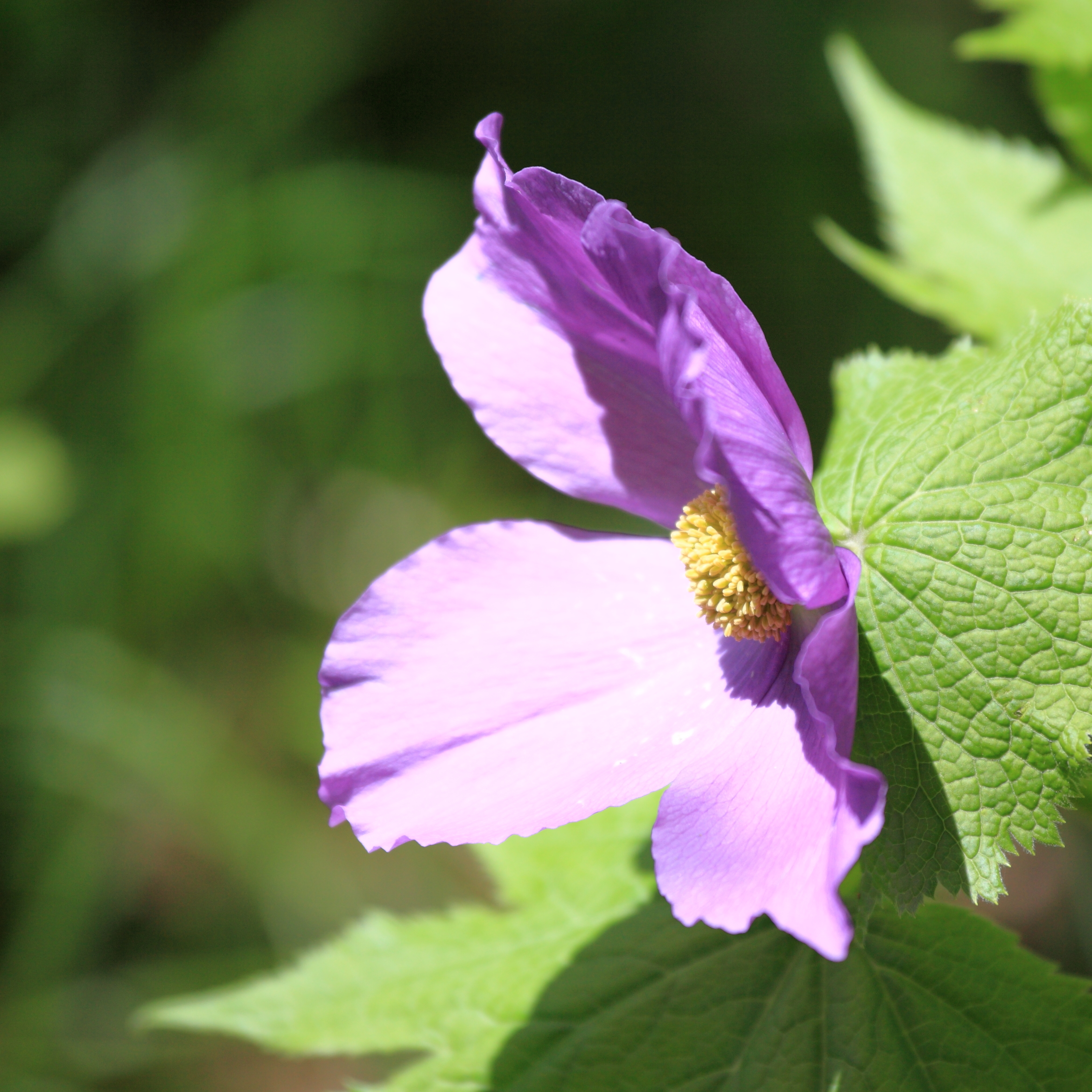
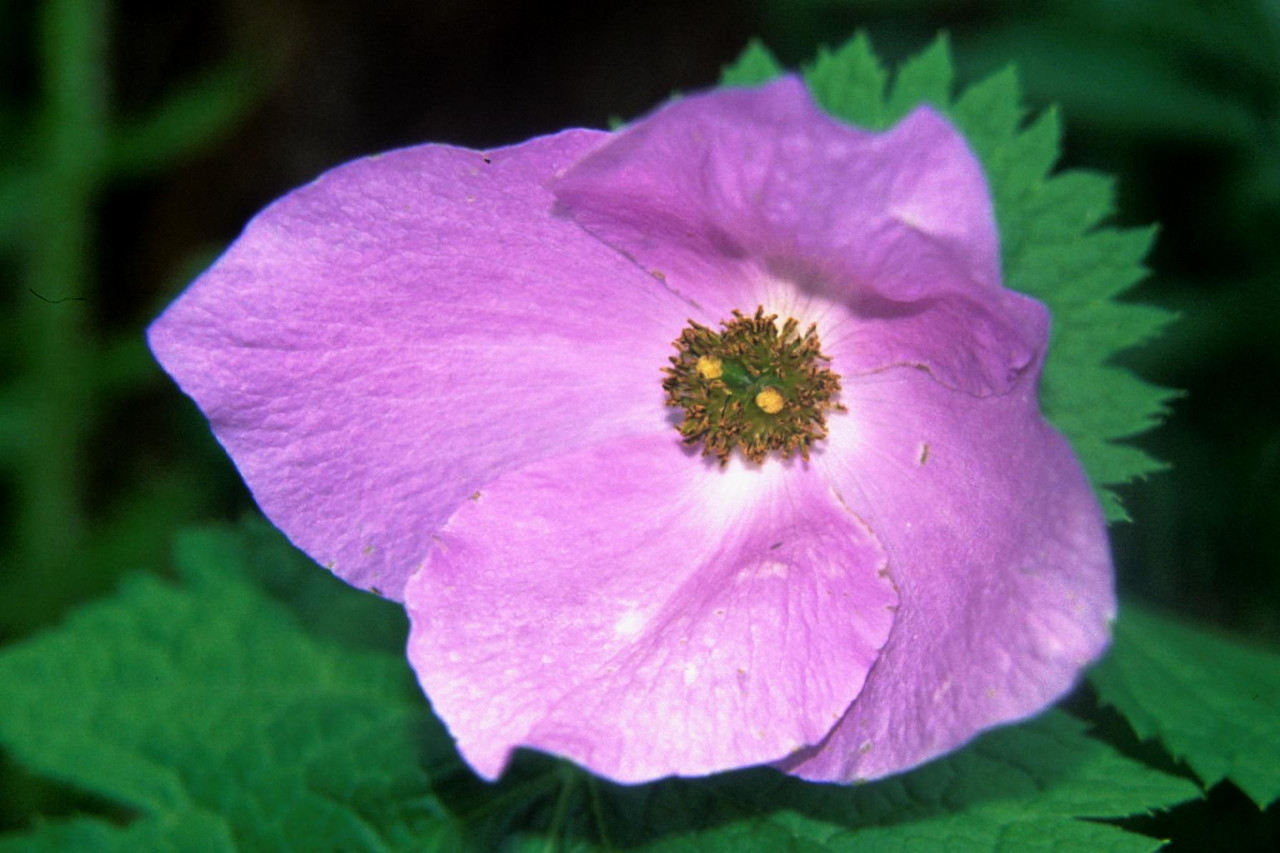
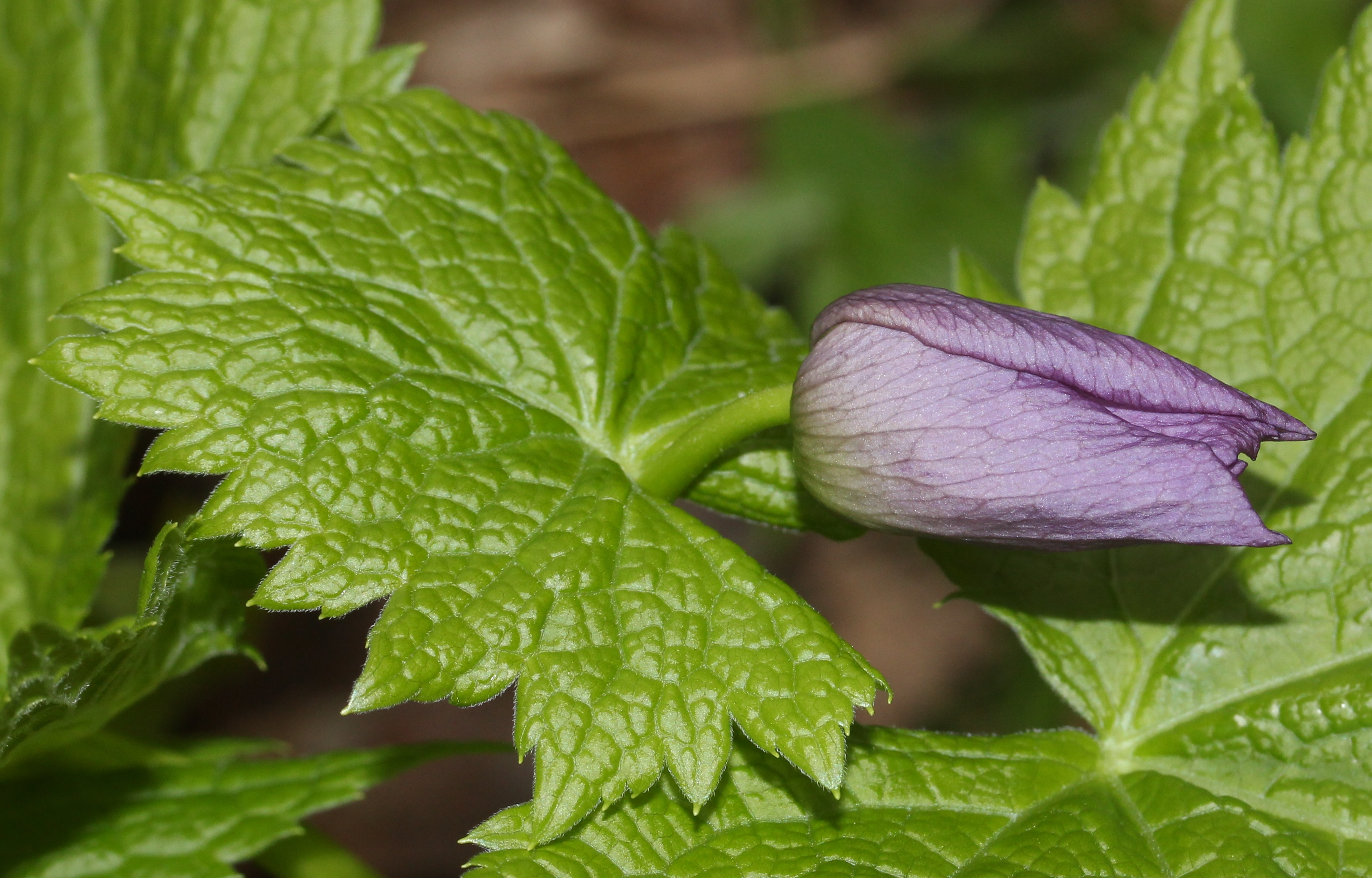
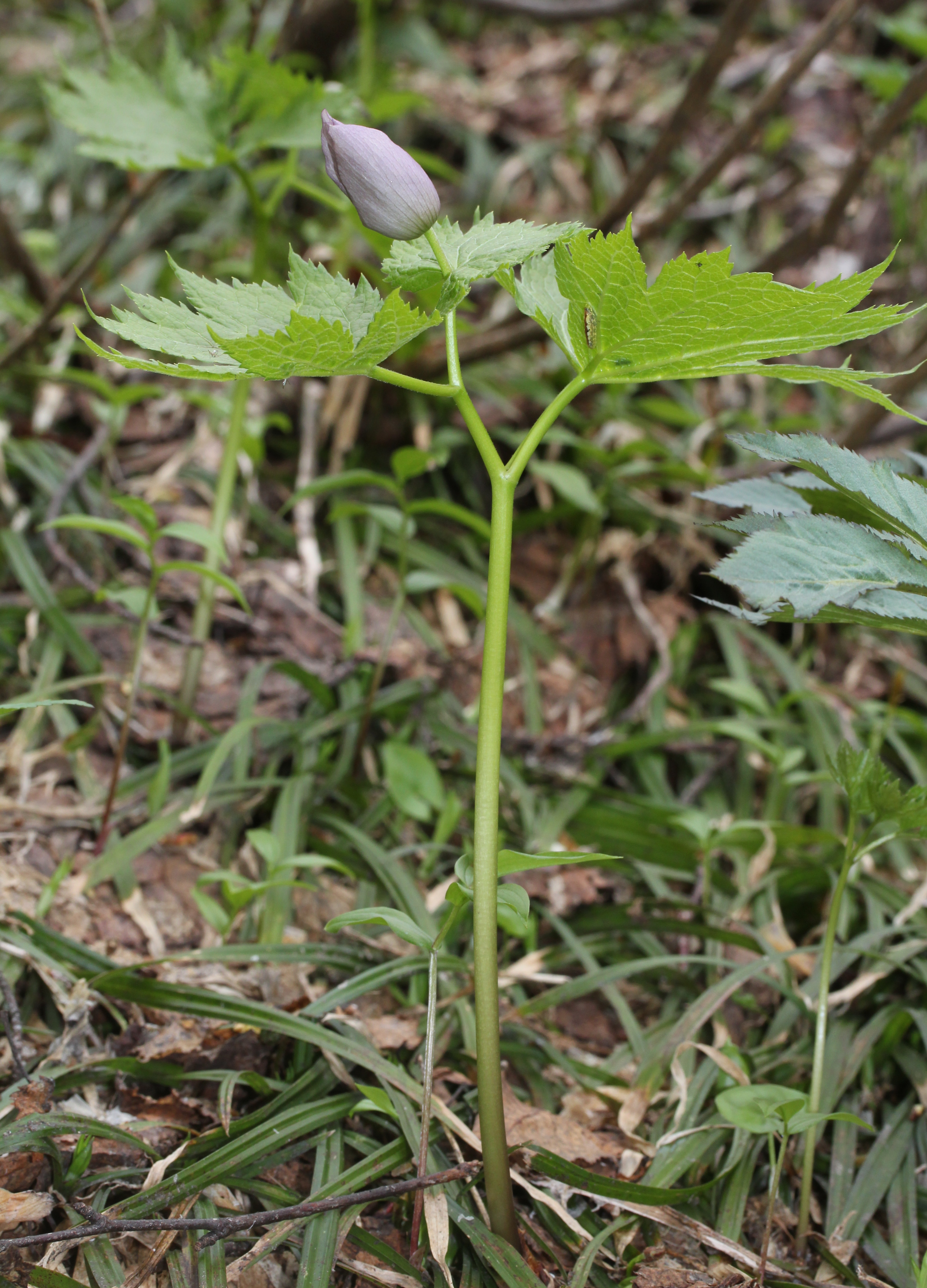
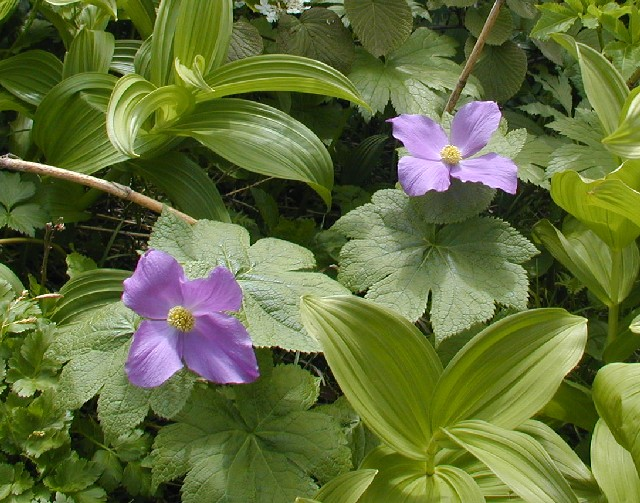
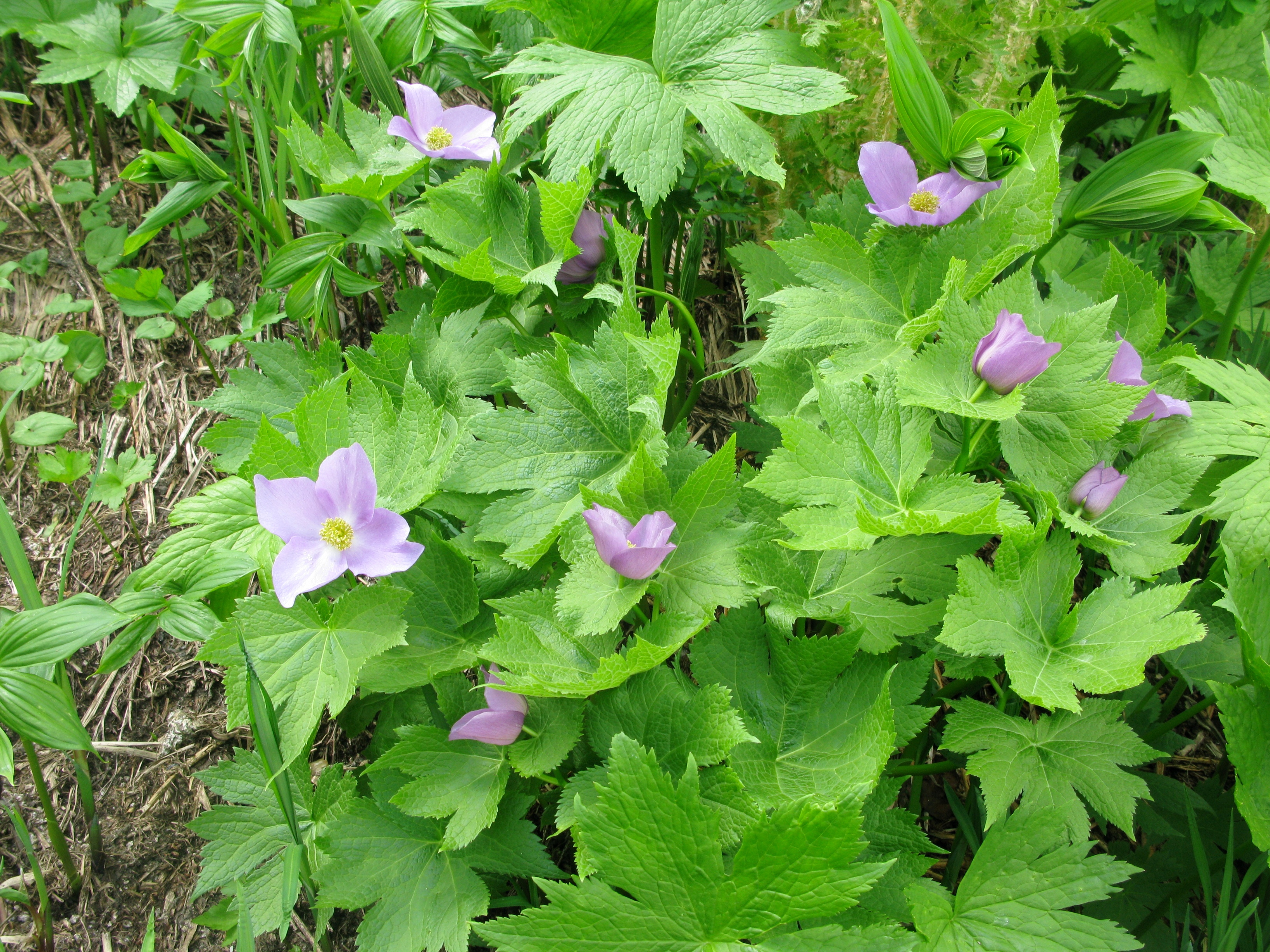